# (787) Moskva
(787) Moskva es un asteroide perteneciente al cinturón de asteroides descubierto el 20 de abril de 1914 por Grigori Nikoláievich Neúimin desde el observatorio de Simeiz en Crimea.
Está nombrado por la ciudad de Moscú, capital de Rusia.
Forma parte de la familia asteroidal de María.